# Araeopidius monachus
Araeopidius monachus är en skalbaggsart som först beskrevs av Leconte 1874.  Araeopidius monachus ingår i släktet Araeopidius och familjen Ptilodactylidae. Inga underarter finns listade i Catalogue of Life.